# Hylemera hypostigmica
Hylemera hypostigmica är en fjärilsart som beskrevs av Louis Beethoven Prout 1925. Hylemera hypostigmica ingår i släktet Hylemera och familjen mätare. Inga underarter finns listade i Catalogue of Life.